# Microcybe pauciflora
Microcybe pauciflora är en vinruteväxtart. Microcybe pauciflora ingår i släktet Microcybe och familjen vinruteväxter.

## Underarter
Arten delas in i följande underarter:
- M. p. grandis
- M. p. pauciflora